# Lassana Diarra
Lassana Diarra (n. 10 martie 1985, Paris), poreclit Lass, este un fost fotbalist francez de origine maliană, care a jucat ultima dată pe postul de mijlocaș defensiv sau fundaș dreapta la clubul Paris Saint-Germain.

## Palmares

### Club
Chelsea
- FA Cup: 2007[3]
- League Cup: 2007

Portsmouth
- FA Cup: 2008

Real Madrid
- La Liga: 2011–12[4]
- Copa del Rey: 2010–11[4]
- Supercopa de España: 2012[4]

Paris Saint-Germain
- Ligue 1: 2017–18[5]
- Coupe de France: 2017–18[6]
- Coupe de la Ligue: 2017–18[7]
- Trophée des Champions: 2018[8]

### Individual
- Chelsea Young Player of the Year: 2005–06
- Chelsea Players' Player of the Year: 2005–06